# Lebakwangi (Jatinegara)
Lebakwangi is een bestuurslaag in het regentschap Tegal van de provincie Midden-Java, Indonesië. Lebakwangi telt 3314 inwoners (volkstelling 2010).